# Leon Vitali
Pour les articles homonymes, voir Vitali.
Alfred Leon Vitali, dit Leon Vitali, est un acteur et assistant réalisateur britannique, né le 26 juillet 1948 à Leamington Spa et mort le 19 août 2022 à Los Angeles.
Il est plus particulièrement connu pour sa longue collaboration avec le cinéaste Stanley Kubrick, comme assistant et pour son rôle de Lord Bullingdon dans le film Barry Lyndon.

## Biographie

### Carrière

#### Débuts

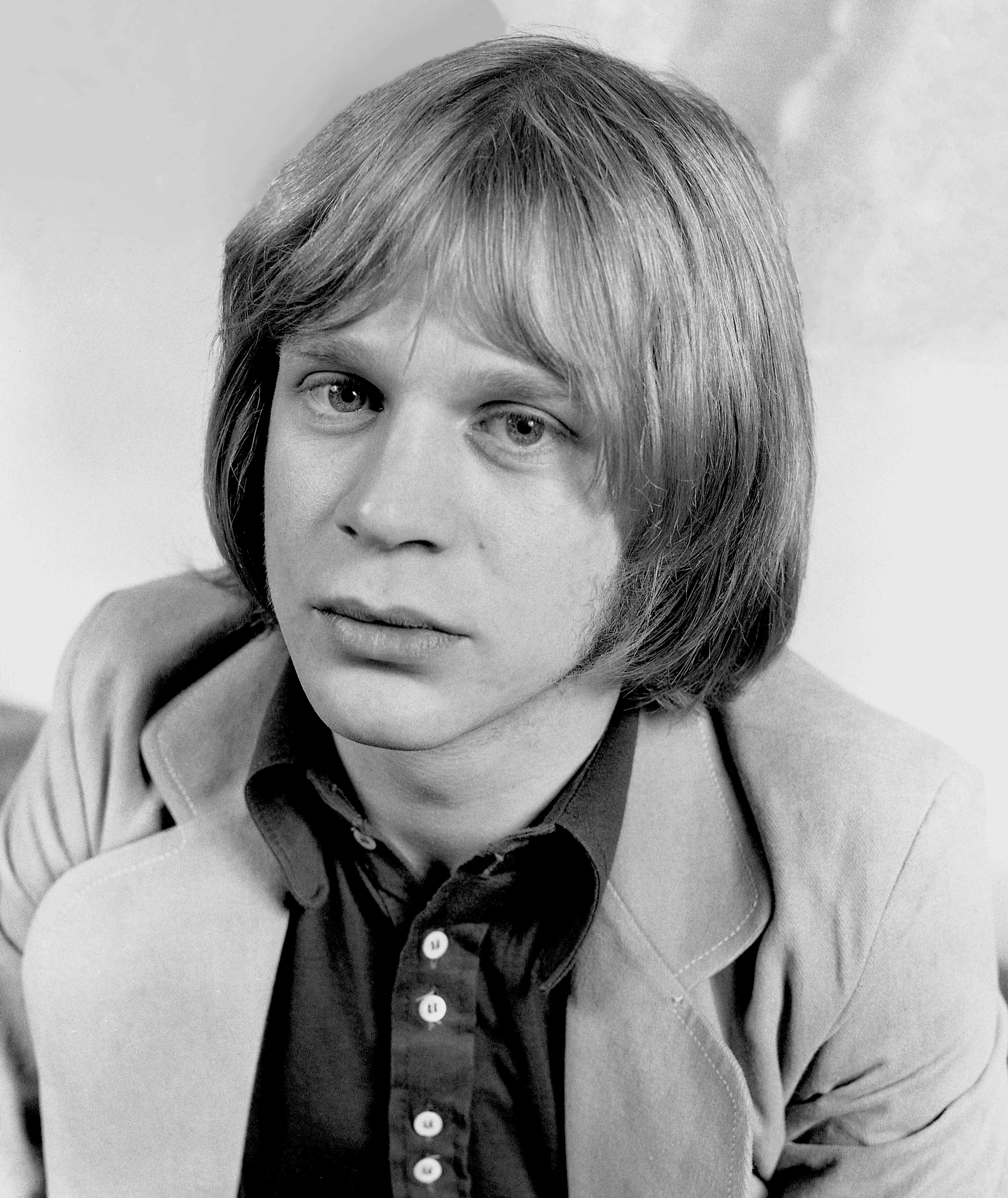
Leon Vitali en 1974.

Après avoir suivi des cours dans une école d'art dramatique, Leon Vitali apparaît, au début des années 1970, dans plusieurs séries télévisées britanniques, avant de faire ses débuts au cinéma en 1973 dans Piège pour un tueur (Si può essere più bastardi dell'ispettore Cliff?), un film italien de Massimo Dallamano. La même année, il joue aussi dans Le Visiteur (Catholics), un téléfilm de Jack Gold, aux côtés, entre autres, de Martin Sheen, Trevor Howard, Raf Vallone, Michael Gambon.

#### Collaboration avec Stanley Kubrick
En 1975, il est choisi lors du casting de Barry Lyndon pour le rôle de Lord Bullingdon, le beau-fils et l'ennemi juré de Barry. Lors du tournage, des liens se tissent entre Stanley Kubrick et l'acteur. Ils restent en contact après ce film et le cinéaste, qui souhaite ensuite adapter le roman Shining, l'enfant lumière de Stephen King, envoie un exemplaire de ce livre à Leon Vitali, auquel est joint une invitation à rejoindre la production, acceptée bien naturellement par Vitali. Ainsi naît une association de plus de vingt-cinq ans entre les deux hommes, interrompue par la mort de Kubrick le 7 mars 1999, au cours de laquelle Leon Vitali est impliqué dans chacun des trois films réalisés par Kubrick après Barry Lyndon. Il est l'assistant personnel du réalisateur pour Shining, Full Metal Jacket et Eyes Wide Shut, ainsi que le directeur de casting pour les deux derniers. Dans ce dernier film, Leon Vitali joue le rôle de Red Cloak, le meneur de jeu de la scène d'orgie. Son vrai nom apparaît également dans l'article de journal lu par le personnage de Tom Cruise, vers la fin du film.
En 1977, il interprète Victor Frankenstein dans l'adaptation de Calvin Floyd du roman Frankenstein ou le Prométhée moderne de Mary Shelley et rencontre lors du tournage Kersti Gustafsson, la costumière du film, qu'il épouse. Le couple Vitali est le costumier de Mackan, le 1er film de la réalisatrice suédoise Birgitta Svensson, et Leon Vitali est choisi pour tenir le petit rôle de Ron dans son film suivant, Inter Rail, en 1981.

#### Après la mort de Stanley Kubrick
Depuis la mort de Stanley Kubrick, Leon Vitali, en tant qu'exécuteur testamentaire du réalisateur pour tous les aspects techniques, supervise le transfert en haute définition et le remastering de ses films en DVD (puis en Blu-ray et 4K), pour la Stanley Kubrick Collection, éditée par la Warner Home Video. Son travail a été récompensé en 2004 par l'obtention du President's Award.
En 1999, l'idée d'une collaboration est évoquée entre le réalisateur Todd Field et Leon Vitali, concrétisée en 2001 par le poste de consultant technique occupé par ce dernier pour le film In the Bedroom. L'association se poursuit en 2006 quand Vitali est le producteur associé du film suivant de Field, Little Children, où il fait aussi un caméo.

### Mort
Leon Vitali meurt « paisiblement » le 19 août 2022 à l'âge de 74 ans.

## Filmographie
Sauf indication contraire, les informations mentionnées dans cette section peuvent être confirmées par la base de données cinématographiques IMDb,  présente dans la section « Liens externes ».

### Acteur

#### Cinéma
- 1973 : Piège pour un tueur (Si Puo essere piu bastardi dell'ispettore Cliff ?) de Massimo Dallamano
- 1975 : Barry Lyndon de Stanley Kubrick : Lord Bullingdon
- 1977 : Terror of Frankenstein de Calvin Floyd : Victor Frankenstein
- 1981 : Inter Rail de Birgitta Svensson : Ron
- 1999 : Eyes Wide Shut de Stanley Kubrick : Red Cloak
- 2006 : Little Children de Todd Field : homme étrangement familier
- 2013 : Roméo et Juliette de Carlo Carlei : l'apothicaire
- 2018 : 'Haunted, Horrifying Sounds from Beyond the Grave (court métrage) de Rodney Ascher : Nigel
- 2023 : I Am What You Imagine (court métrage) de Matthew Modine - voix

#### Télévision
- 1970 : Softly, Softly (en) (série télévisée), saison 6, épisode Safe in the Streets? : Henry Mardsley
- 1970 : Roads to Freedom (série télévisée), saison 1, épisode The Reprieve, 2e partie : Youth
- 1971 : Z-Cars (série télévisée), saison 6, épisode Nobody Wins, Nobody Loses, 1re partie : Bagley
- 1971 : Hadleigh (série télévisée), saison 2, épisode A Letter to David : Bob
- 1971 : Please Sir! (en) (série télévisée), saison 4, épisode Old Fennians Day : Peter Craven
- 1971 : The Fenn Street Gang (série télévisée) : Peter Craven
- 1972 : Crown Court (en) (série télévisée), saison 1, épisode Conspiracy : Peter Thornhill
- 1973 : Love Story (série télévisée), saison 10, épisode Two Tame Oats : Jack Truscott
- 1973 : Crown Court (série télévisée), saison 1, épisode Settling a Score : Terrence Stein
- 1973 : Follyfoot (série télévisée), saison 3, épisode Miss Him When He's Gone : Brian Foley
- 1973 : Van der Valk, saison 2, épisode A Dangerous Point of View : Jos Busselink
- 1973 : ITV Saturday Night Theatre  (série d'anthologie), épisode Le Visiteur (Catholics) de Jack Gold : Frère Donald
- 1974 : Notorious Woman (en) (télésuite) : Jules
- 1975 : Dixon of Dock Green (série télévisée), saison 21, épisode Baubles, Bangles and Beads : Eric Mercer
- 1976 : Up the Workers (série télévisée) : Fergy

### Autres
- 1977 : Mackan de Birgitta Svensson - créateur des costumes (avec Kersti Vitali)
- 1980 : Shining de Stanley Kubrick - assistant personnel du réalisateur
- 1985 : Den tragiska historien om Hamlet - Prins av Danmark (téléfilm) de Ragnar Lyth - coscénariste et assistant réalisateur
- 1987 : Full Metal Jacket de Stanley Kubrick - assistant personnel du réalisateur et directeur de casting
- 1999 : Eyes Wide Shut de Stanley Kubrick - assistant personnel du réalisateur et directeur de casting
- 2001 : In the Bedroom de Todd Field - consultant technique
- 2006 : Little Children de Todd Field - producteur associé
- 2013 : Roméo et Juliette de Carlo Carlei - coach pour les dialogues

### Documentaire
Leon Vitali apparaît dans de nombreux documentaires, essentiellement consacrés à Stanley Kubrick et à son œuvre. Un documentaire est centré sur Leon Vitali : Filmworker (en) (1977), réalisé par Tony Zierra (en).